# DYO
DYO este o companie producătoare de lacuri și vopsele din Turcia.

## DYO în România
În anul 1994 Dyo a investit în fabrica de parchet de la Budești.
Pentru producerea lacurilor, vopselelor și adezivilor s-a realizat fabrica de la Oltenița, iar pentru profile pentru montare gipscarton și armarea profilelor din PVC, pentru tâmplărie, cea de la Filipeștii de Pădure.
Număr de angajați în 2008: 400
Cifra de afaceri în 2006: 4 milioane euro